# Фута-Джаллон
Фу́та-Джалло́н (фр. Fouta-Djallon, фула Fuuta Jaloo) — гірський регіон в Гвінеї, частина Леоно-ліберійського височини.

## Етимологія
Назва Fouta Djallon в перекладі означає полога долина. Походить з місцевих мов «fouta» - рівнина і «djallon» - полога місцевість .

## Географія
Фута-Джаллон (інша назва - Середня Гвінея) - одна з географічних областей, з яких складається Гвінея. Розташована в центральній частині країни, один з районів Верхньогвінейської височини. Найбільшу частину Фута-Джаллон займає провінція Лабе. Підносячись на висоти до 1538 м, гора Тамге (по інш. даним 1.573 метрів, ). Плато Фута-Джаллон є джерелом трьох великих річок Західної Африки - Нігеру, Сенегалу і Гамбії. Ландшафт цієї області, в зв'язку з важкодоступністю та відсутністю доріг, зберіг свій первозданний вигляд і являє собою плоскогір'я, покрите тропічним лісом. Клімат - переважно посушливий.

## Населення
Фута-Джаллон заселений в основному представниками народу фульбе. На відміну від більшості інших фульбе, жителі цього гірського регіону осідлі. Місцева мова гірських фульбе є однією з національних мов Гвінеї. Населення Фута-Джаллон вирощує зернові культури, овочі. Розвинене скотарство.
Біля 1700 року гірські фульбе створили державу Фута-Джаллон, що проіснувала аж до 1934 року. При цьому з кінця XIX століття велика його частина стала колонією Франції - спочатку Рів'єр дю Сюд, потім Гвінеї.

## Галерея

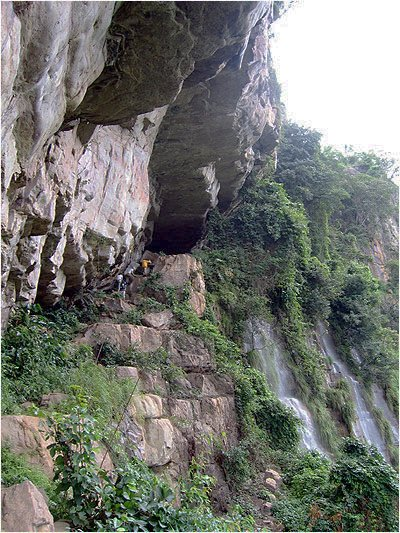
Каньйон з водоспадами
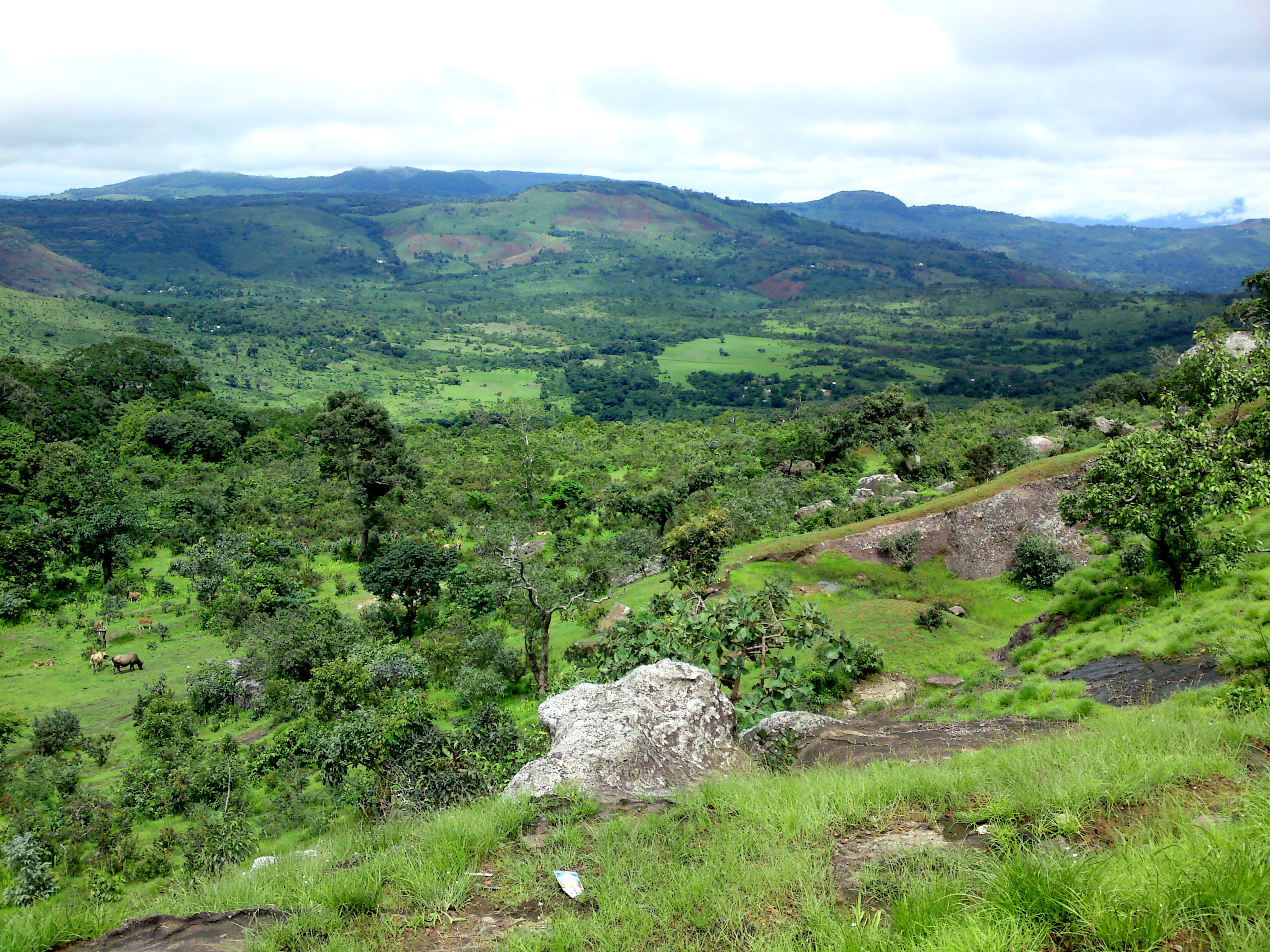
Скелі Петте-Джига
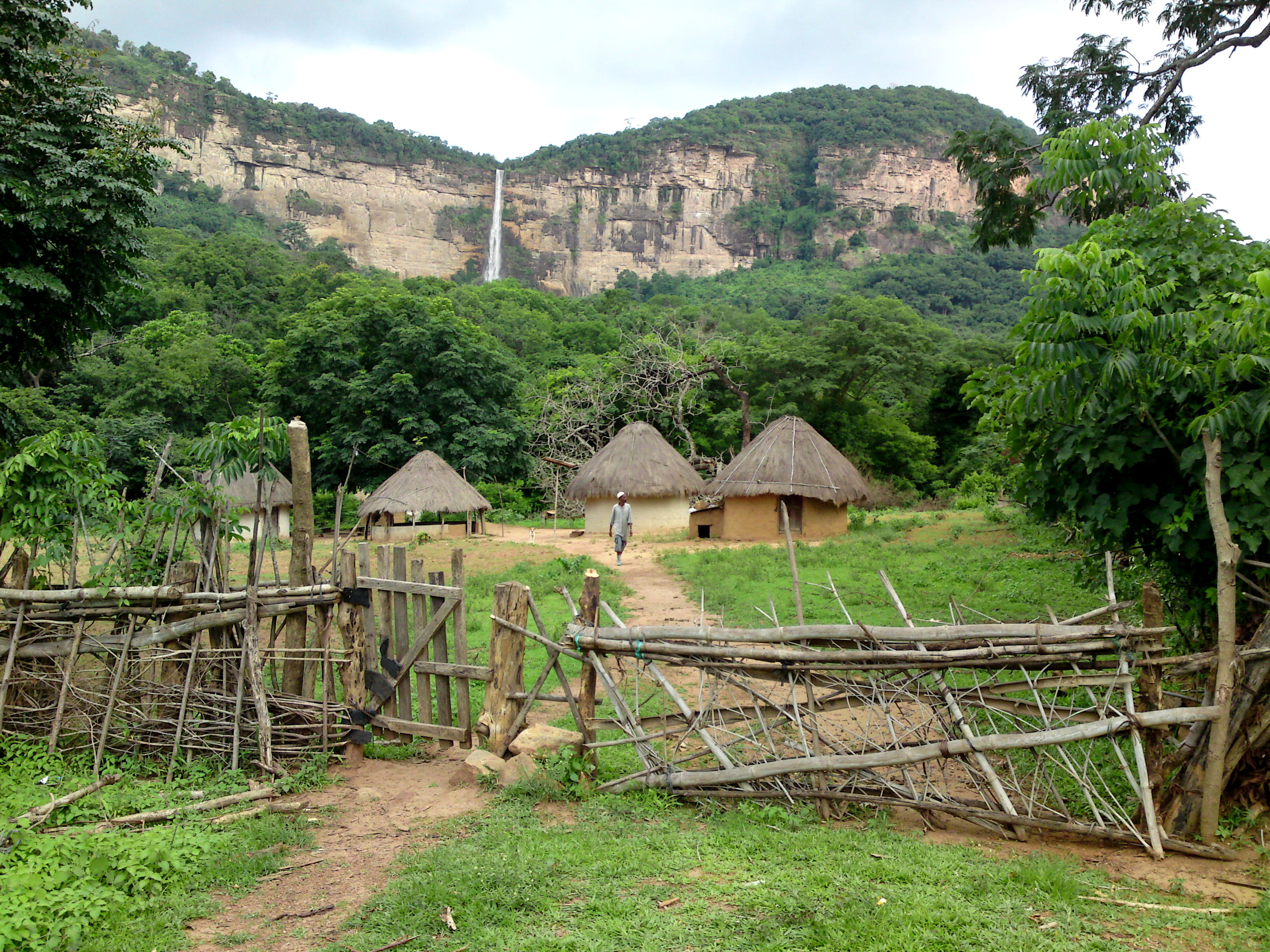
Одне з типових сільських поселень
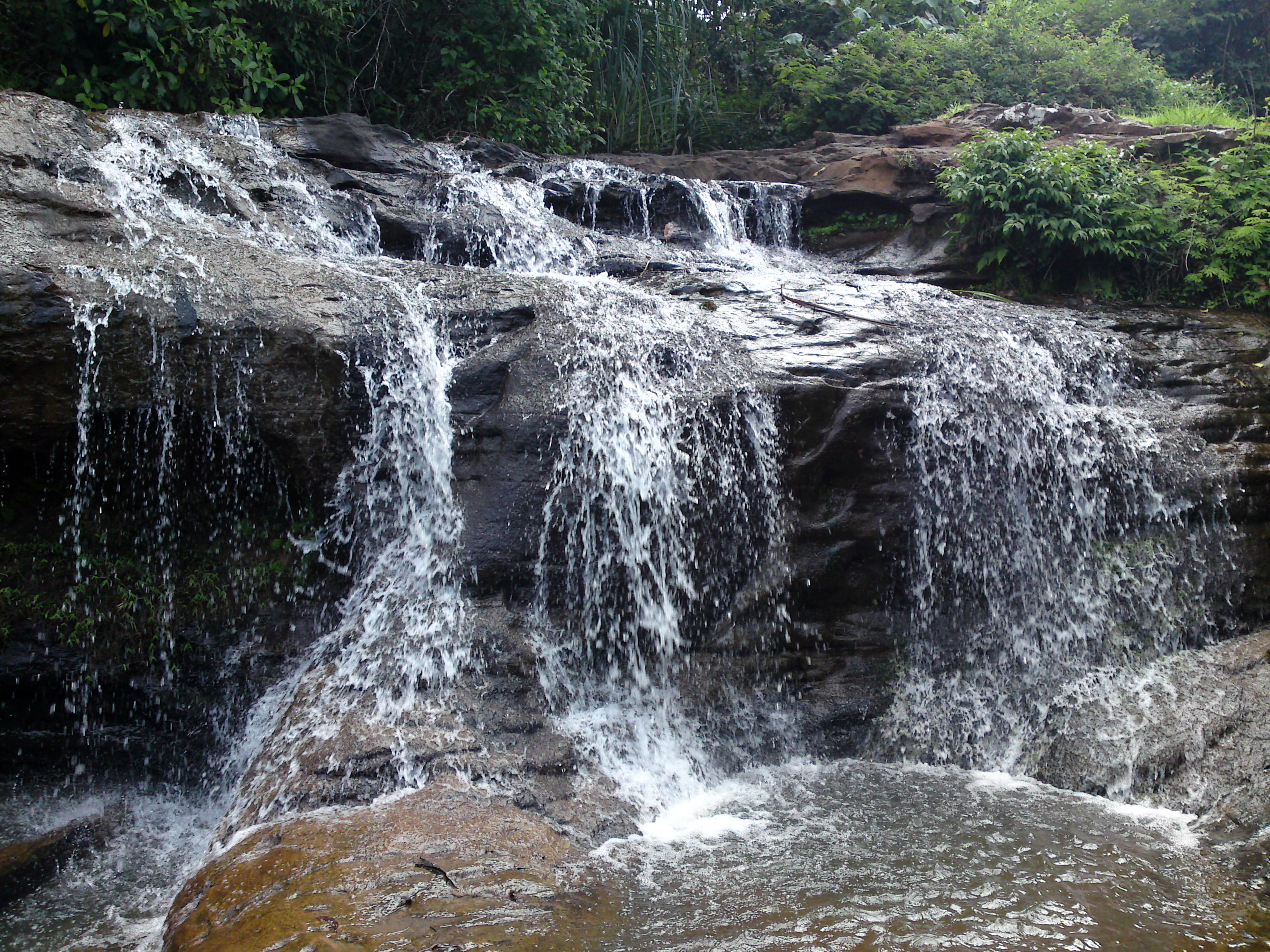
Водоспад